# Llista de senadors de Còrsega
Aquesta és la llista de senadors de Còrsega al Senat francès. En 1975 Còrsega fou dividida en dos departaments, Còrsega del Sud i Alta Còrsega

## Senadors deCòrsegasota laTercera República Francesa
- Jérôme Galloni d'Istria de 1876 a 1885
- Jean Valery de 1876 a 1879
- Joseph Marie Pietri de 1879 a 1885
- Paul de Casabianca de 1885 a 1903
- Patrice de Corsi d'abril a octubre de 1888
- François Morelli de 1889 a 1892
- Ange Muracciole de 1892 a 1894 i de 1903 a 1904
- Vincent Farinole de 1894 a 1903
- Jacques Hébrard de 1894 a 1903[1]
- François Pitti-Ferrandi en gener de 1894
- Nicolas Péraldi de 1885 a 1894, i de 1909 a 1912
- Arthur Ranc de 1903 a 1908[2]
- Marius Giacobbi de 1903 a 1912
- Emmanuel Arène de 1904 a 1908
- Thadée Gabrielli de 1909 a 1920
- Antoine Gavini de 1912 a 1920
- Paul Doumer de 1912 a 1931
- Jean-François Gallini de 1920 a 1923
- Émile Sari de 1921 a 1937
- François Coty de 1923 a 1924
- Joseph Giordan de 1924 a 1939
- Adolphe Landry de gener de 1930 a febrer de 1930
- Paul Lederlin de 1930 a 1945[3]
- Alexandre Musso de 1937 a 1939
- François Pitti-Ferrandi de 1939 a 1945
- Paul Giacobbi de 1939 a 1945

## Senadors de Còrsega sota laQuarta República Francesa
- François Vittori de 1946 a 1948
- Adolphe Landry de 1946 a 1955
- Pierre Romani de 1948 a 1955
- Jean Filippi de 1955 a 1959
- Jean-Paul de Rocca-Serra de 1955 a 1959

## Senadors de Còrsega sota laCinquena República Francesa
- Jean-Paul de Rocca-Serra de 1959 a 1962
- Jacques Faggianelli de 1959 a 1962
- Jean Filippi de 1962 a 1975 (fi de mandat en 1980)
- Francois Giacobbi de 1962 a 1975 (fi de mandat en 1980)
- Charles Ornano de 1980 a 1994

## Senadors deCòrsega del Sudsota la Va República
- 1980 - 1994 : Charles Ornano (no inscrit), mort.
- 1994 - 2001 : Louis-Ferdinand de Rocca Serra (RI)
- 2001 - 2014 : Nicolas Alfonsi (RDSE)
- 2014 - present: Jean-Jacques Panunzi (UMP)

## Senadors de l'Alta Còrsegasota la Va República
- François Giacobbi de 1975 a 1997
- Jean-Baptiste Motroni de 1997 a 1998
- Paul Natali de 1998 a 2005
- François Vendasi de 2005 a 2014
- Joseph Castelli des de 2014